# Il vizio nel ventre
Il vizio nel ventre è un film pornografico del 1987 diretto da Antonio D'Agostino con lo pseudonimo Richard Bennet. La pellicola è nota per una scena di zoofilia con un cane.

## Trama
Un signore racconta ad un suo amico le sue vicende sessuali con una facoltosa e pervertita signora benestante, che vive in una lussuosa villa, con la passione per l'equitazione: avendo conosciuto Marina, la domestica della donna, riesce ad intrufolarsi nella villa e ad avvicinare la riccona e le sue amiche. Si dedicheranno a raccontare vicendevolmente le loro esperienze erotiche.
Nei giorni successivi, presso la villa, si terrà un party che si concluderà con un'orgia a base di frutta e ortaggi.

## Il cast
Tra le attrici del cast si annoverano Karin Schubert e Marina Lotar, note negli anni settanta per aver interpretato parti in film di genere, ma negli anni ottanta esclusivamente dedicatesi al cinema pornografico.